# 广华街道
广华街道，是中华人民共和国湖北省潜江市下辖的一个乡镇级行政单位。

## 行政区划
广华街道下辖以下地区：
广华社区、彭河社区、青龙村、挖断岗村、舒家沟村和兰家岗村。